# Тибетское нагорье
Тибе́тское наго́рье (тиб. བོད་ས་མཐོ།, Вайли bod sa mtho, кит. упр. 青藏高原, пиньинь Qīng–Zàng Gāoyuán)— самое большое по площади (около 2,5 млн км²) и высочайшее (средняя высота 4877 м) нагорье мира, расположенное в Центральной Азии. Протяжённость с запада на восток 2500 км, с юга на север 1000 км. Очень разнообразно по рельефу, флоре и фауне.
Большая часть нагорья расположена в Тибетском автономном районе Китая, южная часть принадлежит Индии, Непалу и Бутану. Посещаемости туристов способствует известность Тибета как обители буддийских монахов и святых (махатм). Нагорье с севера ограничено горной системой Куньлунь, с северо-востока — системой хребтов Циляньшань, отделяющим его от пустыни Гоби. На юге нагорье обрамляют Гималаи. На северо-западе нагорье соприкасается с хребтами Каракорума, на востоке оканчивается Сино-Тибетскими горами.
В Тибетском нагорье берут начало крупнейшие реки Инд, Брахмапутра, Салуин, Меконг, Янцзы, Хуанхэ.

## Геология и полезные ископаемые
Возникновение нагорья геологи связывают со столкновением Индостанской тектонической плиты с Евразийской примерно 50—55 миллионов лет назад, в раннем кайнозое. Складчатость образовала Гималайские горы, и часть Евразийской плиты поднялась, образуя Тибетское нагорье. Складчатые структуры палеозойского, мезозойского и кайнозойского возраста, но современный рельеф сформирован позднее, в неоген и даже антропоген. Поднятие нагорья привело к общему осушению в Центральной Азии. Местность сейсмически нестабильна, и продолжает подъём вверх на 5 мм в год, хотя эрозия уменьшает фактическое увеличение высоты.
Примерно 200 миллионов лет назад (в мезозое) значительная часть Тибетского нагорья находилась под водой, образуя древнее море Тетис. Соответственно, образование залежей солей (осадочные породы) и руд (пирокластические и магматические процессы) приурочено к упомянутым геологическим эпохам. Земная кора под нагорьем имеет большую толщину, около 65 километров, вплоть до 100 километров.
Полезные ископаемые представлены солью, слюдой, нефтью, углём, золотом, бурой и содой, а также рудами железа, хрома, меди, цинка, солями лития. Самая высокая точка нагорья: гора Гурла-Мандхата (7694 м).

## Природные условия, рельеф

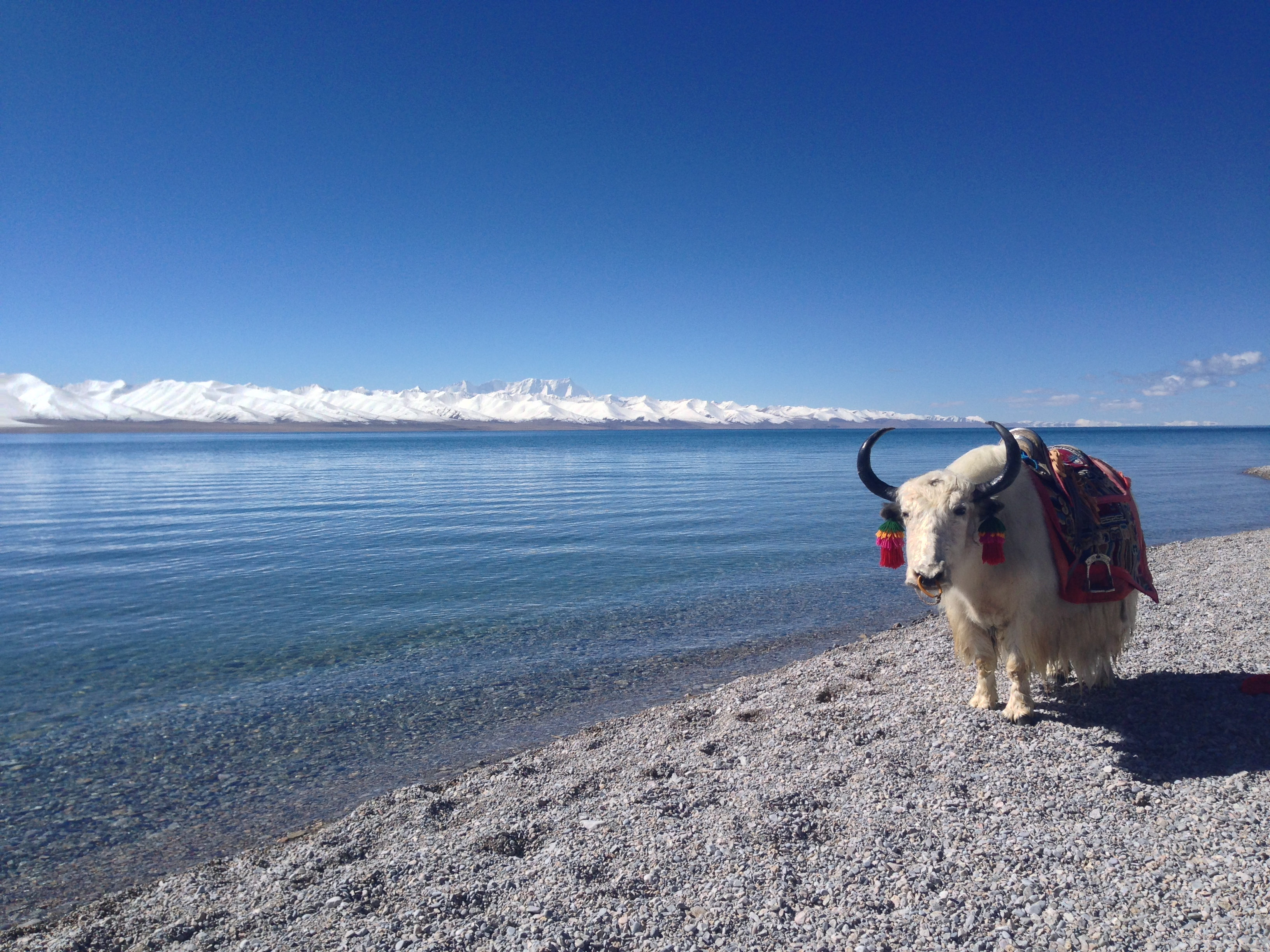
Трансгималаи, озеро Нам-Цо

В центральных и западных районах нагорье состоит из более сглаженных хребтов и впадин, имеет высоту 4500—5000 м, восточная часть разделена глубокими долинами, в которых проходят верхние течения рек Хуанхэ, Янцзы и Меконга.
Озёра обычно солоноватые, ввиду небольшого количества годовых осадков (в среднем 100—300 мм, однако на юге до 700 мм). Осадки чаще всего выпадают в виде града, а не дождя или снега. Значительная площадь нагорья покрыта многолетней мерзлотой. Климат резко континентальный, ветреный, температура зимой до −40 °C, летом (юг) до +14 — +18 °С. Влажность воздуха умеренная, 60 — 70 %. Часты бури. В нагорье расположено 54 тыс. больших и малых ледников общей площадью около 28,1 тыс. км².
Приезжие с трудом переносят разреженный воздух, но местные жители и животный мир отчасти приспособились. Всё же сухость в сочетании с зимними морозами вызывает даже у тибетцев трещины кожи и ногтей. Юг нагорья более тёплый и влажный, в районе Лхасы (административный и религиозный центр) количество осадков составляет около 500 мм.
Наиболее крупными озёрами являются Нам-Цо, Силинг-Цо и Данграюм. Озёра в большинстве солоноваты или солёные, обычно неглубокие; имеются также солончаки. Озёра в нагорье, даже расположенные рядом, могут иметь различный цвет воды: жёлтый, зелёный, бирюзовый или бурый. Цвет обусловлен солями.

## Растительный и животный мир

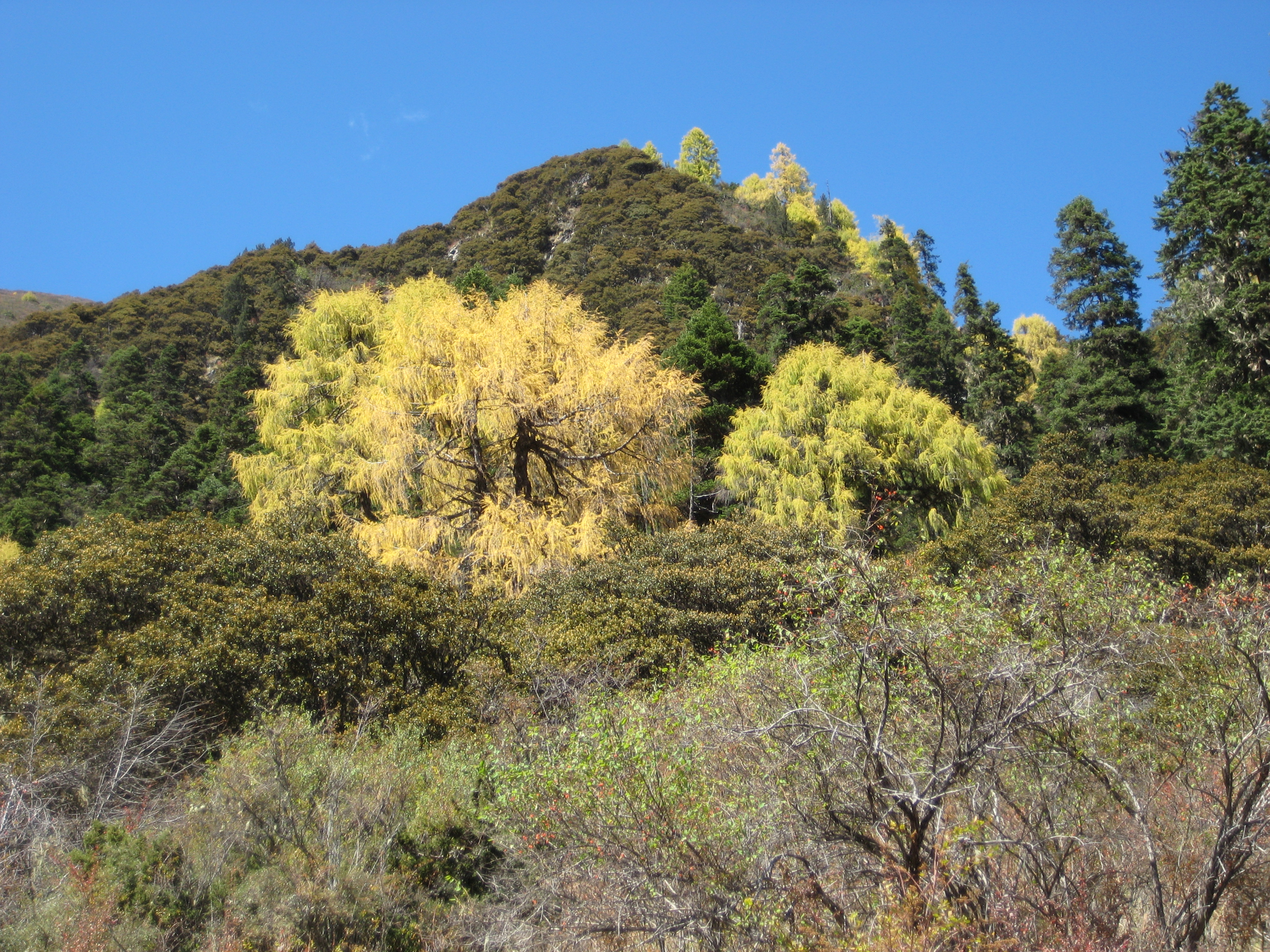
Лиственница Потанина на востоке нагорья

Из крупных млекопитающих на Тибетском нагорье больше всего распространены антилопа оронго, кабарга, мускусный олень, дикий як, кианг, тибетский горный баран, белогубый олень (эндемик Китая). Одомашненных яков широко используют как вьючное животное, в таких суровых условиях незаменимы. Мелкие животные представлены полёвками, гималайскими сурками, курчавыми зайцами, черногубыми пищухами и другими. Хищники: солонгой, тибетский подвид волка (Canis lupus filchneri), тибетская лиса, медведь-пищухоед, снежный барс. Из птиц — черношейный журавль, горный гусь, тибетская саджа. В лесах юго-востока Тибета обитает тибетский ушастый фазан.
На западе и севере нагорья растительность скудна, преобладают пустынные низкорослые растения с глубокой корневой системой, вдоль русел рек и ручьёв растут осока, облепиха, курильский чай, тибетская кобрезия, мятлик, овсянка. В центре нагорья распространены высокогорные сухие степи, рассечённые горными хребтами. На юге и востоке часто встречаются луга. В долинах рек естественная растительность чередуется с полями злаков (ячмень, овёс). На востоке и юге имеются также леса и кустарники. Из растений также: терескен, танацетум, эфедра, мирикария, реомюрия, полынь, астрагал, акантолимон и другие.

## Население, хозяйствование
Коренное население нагорья составляет около 3 млн человек, плотность населения 1,2 чел./км². Занятость: сельское хозяйство, добыча полезных ископаемых, транспортные и торговые услуги, сфера туризма. В сельском хозяйстве основная часть площадей отведена под животноводство (кочевое), разводят яков, овец, коз, ослов, мулов. Сельскохозяйственные растения представлены ячменем, горохом, пшеницей, овсом и гречихой. Из корнеплодов репа, брюква, картофель и лук. Местами высаживают яблони и груши. Кроме дна долин, используют также террасы на склонах. В пищу идёт цзамба (цампа) — жареная ячменная мука с чаем, молоком, маслом и солью, молочные продукты и мясо.
Тибетцы ведут традиционный образ жизни, живут в каменных жилищах либо палатках из шерсти яков. Преобладающая религия — ламаизм. Компактные населённые пункты, построенные китайцами, размещены возле промышленных объектов (шахты, горно-обогатительные предприятия). Расположенный на северо-западе нагорья регион Чангтан считается третьим по безлюдности пространством на планете, после Антарктиды и северной части Гренландии.
Цинхай-Тибетская железная дорога, проходящая через нагорье, самая высокогорная на планете, пассажирские вагоны имеют подачу кислорода и кислородные маски для пассажиров.